# Евангелие от Иоан
Евангелието от Иоан е четвъртото евангелие и същевременно четвъртата книга от Новия завет на Библията.

## Автор (традиционна позиция)
Още в най-старите текстови свидетелства (виж картинката) се намира заглавието „Евангелие от Йоан“, което посочва (един определен) Йоан като автор. В самия текст на евангелието се подчертава един ученик на Иисус като „ученика, когото обичаше Иисус“ (Йоан 21:20 и 19:26). За него се казва в Йоан 19:25 – 27, че е присъствал непосредствено при разпятието. Освен това се приписва на свидетеля на събитията една особена свидетелска функция (Йоан 19:35). На края на евангелието в Йоан 21:24 се назовава любимия ученик изрично като негов автор:
"Този е ученикът, който свидетелствува за тия неща, който и написа тия неща; и знаем, че неговото свидетелство е истинно."
Християнската традиция идентифицира този безименен ученик като апостол Йоан, тъй като от тримата ученици, които стояха най-близо до Иисус – Петър, Яков и Йоан – Яков е убит още през 44 г. (Деяния 12:2), а Петър бива изрично разграничен от любимите ученици (Йоан 13:15; 21:22).
Авторът не само е имал добри познания за еврейските празници и обичаи, а е познавал и детайли за Ерусалим (Йоан 5:2) преди разрушението му от римските легиони през 70 г., което е потвърдено от библейската археология.
Също и християнското предание докладва за Йоан като автор на четвъртото евангелие. Ранният християнски теолог Ириней Лионски (135 – 202 г.), ученик в своята младост на Поликарп Смирненски (69 – 155), който – така пише Ириней – бе от своя страна ученик на апостол Йоан. Последният живял по времето на император Траян (98 – 117) в Ефес и там след Матей, Марко и Лука също написал едно свое евангелие.

## Дата на създаване
Най-старият известен документ за това евангелие е намерения в Египет Папирус Райлъндс (P 52), който съдържа отпред части от стихове 31 – 32, а на задната си страна фрагменти от стихове 37 – 38 на 18. глава на евангелието. Бива датиран според анализата на вида на текста през 125 г., с което са съгласни повечето папиролози. Отделни автори пледират за периода между 90 и 150 г., а някои за 170 г. Този фрагмент дава основата за една датировка на евангелието от Йоан.

## Известни цитати
- „В начало беше Словото, и Словото беше у Бога, и Бог беше Словото“ (1:1).
- „Защото Бог толкова възлюби света, че даде Своя Единороден Син, за да не погине нито един, който вярва в Него, а да има вечен живот.“ (3:16) – т.нар. „златен текст на Библията“
- Думите на Исус „аз съм“:
  - „Аз съм хлябът на живота; който дойде при Мен, никога няма да огладнее, и който вярва в Мен, никога няма да ожаднее.“ (6:35) (на църковнославянски език: „Азъ єсмь хлѣ́бъ живо́тный: грѧды́ѝ ко мнѣ̀ не имать взалкáтисѧ, и вѣ́руѧй въ мѧ̀ нє имать вжáждатисѧ никогдáжє.“)
  - „Аз съм светлината на света; който Ме следва, няма да ходи в тъмнината, а ще има светлината на живота.“ (8:12)
  - „Аз съм вратата; ако някой влезе през Мен, ще бъде спасен и ще влиза, и ще излиза, и паша ще намира.“ (10:9)
  - „Аз съм добрият Пастир; добрият пастир дава живота си за овцете.“ (10:11)
  - „Аз съм възкресението и животът. Който вярва в Мен, дори и да умре, ще живее.“ (11:25)
  - „Аз съм пътят и истината и животът; никой не идва при Отца, освен чрез Мен.“ (14:6)
  - „Аз съм истинската лоза и Моят Отец е земеделецът.“ (15:1)